# 秋津川
秋津川（あきづがわ）は、和歌山県田辺市の町丁。2020年3月末現在の人口は626人。郵便番号は646-0102。本項ではかつて同区域に存在した西牟婁郡秋津川村（あきづがわむら）についても記す。

## 地理
田辺市中心部の北方、右会津川の上流域にあたる。右会津川に沿って和歌山県道29号田辺龍神線が南北に縦断し、和歌山県道30号田辺印南線・和歌山県道208号秋津川田辺線が西に分岐する。

### 山岳
- 三星山
- 高尾山

### 河川
- 右会津川
- 谷川
- 池の川
- 小守川

## 歴史

### 町名の由来
湊・水門の神である速秋津彦・速秋津姫による。

### 沿革
- 幕末 - 牟婁郡秋津川村が存在。「旧高旧領取調帳」の記載によると紀州藩附家老安藤氏領。
- 慶応4年1月24日（1868年2月17日） - 安藤氏領が立藩して田辺藩領となる。
- 明治4年7月14日（1871年8月29日） - 廃藩置県により田辺県の管轄となる。
- 明治4年11月22日（1872年1月2日） - 和歌山県の管轄となる。
- 1879年（明治12年）1月20日 - 所属郡が西牟婁郡に変更。
- 1889年（明治22年）4月1日 - 町村制の施行により、近世以来の秋津川村が単独で自治体を形成。
- 1956年（昭和31年）9月30日 - 秋津川村が中芳養村・上芳養村・上秋津村・三栖村・長野村と合併して牟婁町が発足。同町の大字となる。
- 1964年（昭和39年）10月15日 - 牟婁町が田辺市に編入。同市の大字となる。

## 交通

### バス
龍神自動車
- 龍神線
  - 本社・あけぼの - 紀南病院 - 紀伊田辺 - 上秋津 - 前平 - 龍神温泉 - 護摩壇山 - 高野山

### 道路
- 和歌山県道29号田辺龍神線
- 和歌山県道30号田辺印南線
- 和歌山県道208号秋津川田辺線

## 施設
- 田辺市立秋津川中学校
- 田辺市立秋津川小学校
- 田辺市立秋津川保育所
- 秋津川簡易郵便局
- JA紀南秋津川集出荷場
- 道の駅紀州備長炭記念公園
- 稲荷神社
- 萬福寺

## 名所・旧跡・観光スポット・祭事・催事
- 奇絶峡